# Joseph Smeets
Joseph Smeets (nascido em 11 de agosto de 1959) é um ex-ciclista de pista belga.
Representou seu país, Bélgica, na perseguição por equipes de 4 km nos Jogos Olímpicos de Verão de 1980 e 1984. A equipe belga terminou respectivamente na décima e oitava posição.